# Helena Escholin
Helena Escholin, född september 1713, död februari 1783, var en finländsk prästfru och oblatbagare. 
Hon var som prästfru verksam med en mängd sysslor som hade med Åbo domkyrkas skötsel att göra, så som att baka oblater till gudstjänsterna och bokföra födslar och dödsfall. Hennes dokumentation har varit föremål för forskning och betraktas som värdefull inom finländsk historieforskning.